# Azteca longiceps
Azteca longiceps är en myrart som beskrevs av Carlo Emery 1893. Azteca longiceps ingår i släktet Azteca och familjen myror.

## Underarter
Arten delas in i följande underarter:
- A. l. cordincola
- A. l. juruensis
- A. l. longiceps
- A. l. patruelis
- A. l. sapii